# 제주 해저 터널
제주 해저 터널(濟州海底터널)은 대한민국의 전라남도와 제주도를 잇도록 한 터널로, 제주해협을 지나도록 계획되어 추진에 대한 논의에 있다. 고속도로와 KTX가 둘 중 하나만 건설이 될지 모두 건설 될 지 모른다. 도로와 철도도 같이 건설이 된다면 파급효과가 클수도 있다.

## 구성
제주 해저 터널은 계획 중인 총 167km의 철도 노선이며 전라남도 목포시 임성리역에서 해남군까지 잇는 66km의 지상 철도와 해남군에서 보길도까지 잇는 28km의 해상 교량, 그리고 보길도에서 추자도를 거쳐 제주도까지 잇는 73km의 해저 터널로 이루어져 있다. 사업 비용은 약 14조 6천억원에 달할 것으로 예상되며 이 터널이 관통되면 세계 최장 터널이 된다.

## 논란
- 중앙일보 2018년 1월 26일자 기사

## 같이 보기
- 터널
- 해저 터널
- 한일 해저 터널
- 호남선
- 호남고속철도
- 유로터널